# Sandwichi csata (1217)

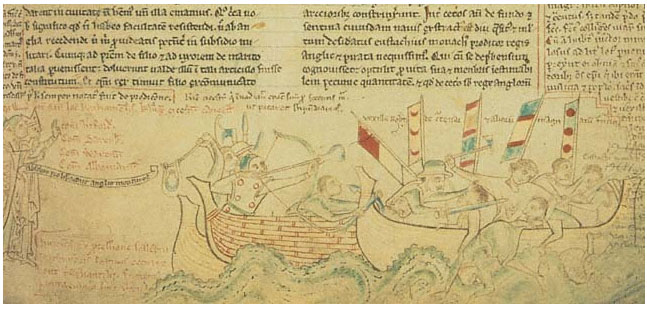
Eusztáz barát lefejezése — a Chronica Majora illusztrációja

Az 1217-es sandwichi csata (doveri csata, South Foreland előtti csata) volt gyakorlatilag az első báróháborút katonailag lezáró, döntő jelentőségű tengeri összecsapás. Az utólagos értékelés szerint két fő tanulsággal szolgált:
1. a vitorlás hajók korában a szél felől hajózó flotta nagy előnyhöz jut;
2. ha két-három hajónál többet kell vezetni, a reguláris tengerészek sokkal jobban teljesítenek a kalóz módjára harcolóknál.

## Hadászati előzmények
Földnélküli János angol királyt kiskorú fia, III. Henrik követte a trónon. Helyzete egyáltalán nem volt stabil; az  első báróháborúban a trónkövetelő Oroszlán Lajost támogató felkelők az ország mintegy felét ellenőrizték (egyebek közt a westminsteri apátságot is), a kontinensen lévő angol területek többségét pedig a franciák szállták meg. A francia kalózok rendszeresen fosztogatták az angol partvidéket, így például egy Eusztáz barát néven ismert kalózvezér feldúlta Folkestone városát.
1217 közepén a királypártiak ragadták magukhoz a hadászati kezdeményezést; Oroszlán Lajos maradék hadaival London környékére szorult vissza. Apja, II. Fülöp Ágost francia király augusztusra egy 200–300 hajóból álló flottát gyűjtött össze a Lajosnak szánt utánpótlással. A had parancsnokságát a korábbi kalóz Eusztáz barátra ruházta, ami döntő hibának bizonyult.

## Harcászati előzmények
A szedett-vedett francia flotta, amelyben a hajók többsége gyakorlatilag fegyvertelen kereskedelmi vitorlás volt, a leglassúbb hajókhoz igazodó tempóban kelt át a La Manche-on, hogy az angol part mentén araszoljon a Temze torkolata felé. Ahogy Dover felé közeledtek, a városból kihajózott eléjük a város kormányzója, a rendkívül tehetséges parancsnoknak bizonyuló Hubert de Burgh főbíró (justiciar), akit személyes gyűlölet fűtött a Folkestone-t kifosztó Eusztáz barát ellen. Az angol flotta mindössze 30 hajót számlált, de ezek mindegyike hadihajó volt, közöttük 16 nagy kogge.

## A csata
A franciák nem vették komolyan a hozzájuk képest csekélykének tűnő angol hajórajt, és amikor az angolok hallótávolságba értek, gúnyolni kezdték őket. Meglepetéssel vették észre, hogy az angolok nem veszik fel a harcot, hanem tovább hajóznak a nyílt víz — látszólag Calais — felé. Az angol flotta valódi célja azonban az volt, hogy ők kerüljenek a szél felől, és amikor a kellő pozíciót elérték, megfordultak, és rátámadtak a franciákra.
Hubert de Burgh először a francia utóvédet támadta meg annak tudatában, hogy a főerők széllel szemben nem tudnak a megtámadottak segítségére sietni. A szelet annyiban is kihasználták, hogy égetett mészport fúvattak a megtámadottakra. Az utóvéd legázolása után ugyanígy vágtak át a francia derékhadon is. Eusztáz barát, akinek semmilyen használható ötlet nem jutott eszébe, álöltözetet húzott, és elbújt zászlóshajójának rakterében, a győztes angolok azonban megtalálták, és a helyszínen lefejezték. (Fejét a diadal jelzéseként lándzsavégre tűzték, testét a tengerbe dobták.) A vezető nélkül maradt franciák pánikba estek, és a szervezett ellenállásra képtelen hajókon az angolok valóságos vérfürdőt rendeztek, majd az elfogott hajókat diadalmasan bevontatták Doverba. A hagyomány szerint mindössze 13 francia hajó tért vissza Calais-ba.

## Következmények
A rendkívül szorongatott helyzetbe került Lajos tárgyalásokat kezdeményezett. Szeptember 12-én vagy 13-án megkötötték a lambethi (vagy kingstoni) békét, amelynek egyik elemeként lemondott trónigényéről, elhagyta Angliát és visszatért Franciaországba.
A győztes Hubert de Burgh az 1219-ben, William Marshal halála után megalakított, háromtagú második régenskormány egyik tagja lett, majd a másik két tag befolyásának visszaszorítása után pár év alatt gyakorlatilag egyedüli régenssé vált.

## Megjegyzés
Az angol wikipédia cikkében idézett történeti források a francia flotta méretéről és veszteségeiről a Geoffrey Regan könyvében szereplőktől drasztikusan eltérő számokat adnak meg: eszerint a francia flotta mindössze 10 hadi- és 70 teherszállító hajóból állt, vesztesége pedig mindössze egy hadihajó és 36 lovag (az elesett tengerészek számának becslése nélkül).